# Ryklof van Goens de jonge
Ryklof van Goens de jonge est le 12e gouverneur du Ceylan néerlandais.